# NK Jadran Gunja
NK Jadran je nogometni klub iz Gunje.

## Povijest
Nogometni klub Jadran Gunja osnovan je 1928. godine pod imenom NK Šokčević. Ovo ime nosio je od 1928. do kraja 2. svjetskog rata (1945. godine), kada dobiva današnje ime - NK Jadran.
Trenutačno se natječe u 1. ŽNL Vukovarsko-srijemskoj.
Natječe se u kategorijama: pioniri, juniori i seniori.